# Anzoátegui (municipalité)
Pour les articles homonymes, voir Anzoátegui.
Anzoátegui est l'une des neuf municipalités de l'État de Cojedes au Venezuela. Son chef-lieu est Cojedes. En 2011, la population s'élève à 17 030 habitants.

## Géographie

### Subdivisions
La municipalité est divisée en deux paroisses civiles avec chacune à sa tête une capitale (entre parenthèses) :
- Cojedes (Cojedes) ;
- Juan de Mata Suárez (Apartaderos).